# Station Boulouris-sur-Mer
Station Boulouris sur Mer is een spoorwegstation in de buurtschap Boulouris in de Franse gemeente Saint-Raphaël.